# Daniel Augustus Lartey
Daniel Augustus Lartey (* 1. August 1926 in Winneba; † 28. Dezember 2009 in Accra) war ein führender Oppositionspolitiker Ghanas, der bei den Präsidentschaftswahlen 2000 als Kandidat der Great Consolidated Popular Party (GCPP) zur Wahl stand. Bei diesen Wahlen unterlag Lartey deutlich dem späteren Präsidenten Ghanas John Agyekum Kufuor. Lartey war verheiratet mit Sahra Malm und der Vater von Henry Herbert Lartey.

## Ausbildung und Tätigkeit
Im Jahr 1940 machte Lartey bei der Industrie- und Handelskammer London (London Chamber of Commerce & Industry) ein Diplom und im Anschluss daran das Zertifikat in Stenographie (Sloan’s Shorthand Certificate of Proficiency) im Jahr 1942. An der London School of Economics absolvierte er im Jahr 1956 das Diplom für Handel und Industrie (Commerce and Industry).
Zwischen 1944 und 1958 arbeitete Lartey bei der United African Company (UAC) und stieg bis zum Senior Management Status auf. Er wurde an den Hauptsitz im Unilever House in London versetzt.

## Politische Karriere
Lartey begann seine Tätigkeit in der Politik im Jahr 1969, als er für die National Alliance of Liberals (NAL) den Wahlkreis Gomoa East gewann. Im Jahr 1972 wurde er unter Ignatius Kutu Acheampong besonderer Berater der Regierung des National Redemption Council. Lartey war als Repräsentant des Wahlkreises Ewutu-Effutu Mitglied der verfassunggebenden Versammlung und ist damit an der dritten Verfassung Ghanas maßgeblich beteiligt. Lartey war während der Dritten Republik Ghanas im Jahr 1979 eines der Gründungsmitglieder der People’s National Party (PNP).
Lartey trat bei den Präsidentschaftswahlen in Ghana 2000 an, unterlag jedoch dem späteren Präsidenten Jerry Rawlings.